# 別府抗争
別府抗争（べっぷこうそう）は、1957年（昭和32年）3月～4月に大分県別府市で起きた三代目山口組 石井組と井田組との抗争事件。
1957年（昭和32年）春、「別府温泉観光産業大博覧会」の仮設興行権を巡って、地元組織の井田組と石井組が対立。 3月27日には、博覧会場で石井組組長・石井一郎を井田組組員が拳銃で狙撃して重傷を負わせ、4月2日には、井田組組長・井田栄作（別府市議会議員）配下の別府市議・堀 某を石井組組員が刺殺するという事件が発生した。 さらに4月8日、石井組組員7人が井田宅に猟銃・拳銃を発砲、その後2ヵ月に渡り県内外の暴力団員約400人が両派（石井組―三代目山口組、井田組―本多会）に集結し、対立抗争事件を起こした。
その後、石井組、井田組両派は、福岡県の重鎮である中間の大野留吉の仲裁で手打ち式をして和解、抗争終結。 石井、井田らは殺人未遂で逮捕され、井田組は解散した。
この事件は、凶器準備集合罪新設の一つの契機となった。

## 関係組織
- 三代目山口組 - 石井組
- 本多会 - 井田組